# Hello Kitty Island Adventure
Hello Kitty Island Adventure é um videogame de 2023 desenvolvido pela Sunblink. Baseado na marca Hello Kitty, foi lançado para Apple Arcade em 28 de julho de 2023.
Em 30 de janeiro de 2025, foram lançadas versões para Nintendo Switch e Microsoft Windows, e versões para PlayStation 4 e PlayStation 5 serão lançadas em 2025.

## Desenvolvimento
Hello Kitty Island Adventure foi desenvolvido pelo estúdio de jogos Sunblink Entertainment, sediado em Boulder, Colorado, nos Estados Unidos. Em uma entrevista ao TouchArcade, dois dos funcionários, Chelsea Howe e Tom Blind, contaram que buscavam um jogo que combinasse simuladores aconchegantes como Animal Crossing com uma jogabilidade mais baseada em exploração.
Críticos e fãs notaram que o jogo possui o mesmo nome que um jogo fictício que Butters Stotch, do South Park, menciona ter jogado como parte de uma piada no episódio de 2006 "Make Love, Not Warcraft". O título se tornou um meme da Internet, usado como gíria para se referir a um jogo casual. Mais tarde, a Sanrio usou o meme em piadas práticas. No entanto, foi declarado que o jogo não é associado ou vinculado ao South Park.

## Lançamento
O jogo original foi lançado em 28 de junho de 2023 como exclusivo do Apple Arcade.
No Nintendo Direct de junho de 2024, uma versão para Nintendo Switch e Windows, bem como para PlayStation 4 e PlayStation 5, foram anunciadas, com lançamento previsto para 2025.

## Recepção
De acordo com o agregador de análises Metacritic, o jogo recebeu críticas "geralmente favoráveis" com base em 13 avaliações.
Nas primeiras horas de lançamento na plataforma Steam, o jogo se tornou o 2° mais vendido, atrás apenas de Marvel's Spider-Man 2, e teve um pico de 7 mil jogadores simultâneos.
Foi premiado como Jogo do Ano da Apple Arcade no App Store Awards de 2023. Também foi nomeado a Melhor Jogo para Celular no The Game Awards 2023, bem como Jogo para Celular do Ano e Jogo para Família do Ano no 27th Annual D.I.C.E. Awards.